# Hrenovice
Hrenovice so naselje v Občini Postojna.

## Ime
Hrénovica je njiva, na kateri raste hren ali vodna kreša.